# Oplatocera shibatai
Oplatocera shibatai är en skalbaggsart som beskrevs av Hayashi 1977. Oplatocera shibatai ingår i släktet Oplatocera och familjen långhorningar. Inga underarter finns listade i Catalogue of Life.